# 甘いお酒でうがい
『甘いお酒でうがい』（あまいおさけでうがい）は、お笑いコンビ「シソンヌ」のじろうが架空のOLである川嶋佳子の名で著した日本の小説。長年において舞台でじろうが演じている架空のOLである40代独身女性の川嶋佳子が日記を書いたらという想定の中で執筆した日記体小説。2015年12月18日にKADOKAWAより刊行された。
2020年には映画版が公開された。

## 登場人物
川嶋佳子
派遣社員の女性。40代独身。後輩の若林ちゃんと過ごす時間を好む。
若林ちゃん
佳子と同じ会社に勤務する派遣社員。佳子と過ごす時間を好む。
岡本くん
佳子のその後を左右することになる青年。佳子よりふた回り年下。

## 書誌情報
川嶋佳子（シソンヌじろう）（著） 『甘いお酒でうがい』
2015年12月18日発売、KADOKAWA、ISBN 978-4-04-731935-6

## 映画
2020年9月25日に公開された。監督は大九明子、主演は松雪泰子。脚本は原作者のじろう自身が執筆。
2019年4月18日から開催された第11回 島ぜんぶでおーきな祭 沖縄国際映画祭で特別上映された。
当初は2020年4月10日に公開予定だったが、同年4月1日に新型コロナウイルスの感染状況及び新型コロナウイルス感染症対策本部の方針に基づき、公開の延期が発表された。

### キャスト
- 川嶋佳子：松雪泰子
- 若林ちゃん：黒木華[2]
- 岡本くん：清水尋也[2]
- 古舘寛治
- 前野朋哉
- 渡辺大知
- RG（レイザーラモン）
- 佐藤貢三
- 中原和宏
- 小磯勝弥
- 坂本慶介
- 鈴木もぐら（空気階段）

### スタッフ
- 原作：川嶋佳子（シソンヌじろう）『甘いお酒でうがい』（KADOKAWA刊）
- 監督：大九明子[2]
- 脚本：じろう（シソンヌ）
- 音楽：髙野正樹
- 製作：藤原寛
- エグゼクティブプロデューサー：坂本直彦
- スーパーバイザー：黒井和男、古賀俊輔
- 企画：佐々木基
- プロデューサー：高島里奈、大森氏勝、八尾香澄
- 共同プロデューサー：田中美幸
- ライン・プロデューサー：本島章雄
- 撮影：中村夏葉
- 照明：渡辺大介
- 美術：秋元博
- 録音：小宮元
- 編集：米田博之
- 装飾：東克典、奈良崎雅則
- 衣装：宮本茉莉
- ヘアメイク：外丸愛
- 音響効果：渋谷圭介
- 助監督：成瀬朋一
- 制作担当：今井尚道
- 宣伝：村井卓実、アティカス、ブラウニー、山口紅子、合田桃子
- 宣伝デザイン：フルスイング
- 予告篇：川端翼
- オフィシャルライター：出來谷英剛
- 制作プロダクション：C&Iエンタテインメント
- 制作：吉本興業、テレビ朝日
- 製作・配給：吉本興業